# Robert Niederkirchner
Robert Niederkirchner (* 6. Juni 1926; † 1. Januar 1995) war ein deutscher Fußballspieler.

## Karriere

### Vereine
Robert Niederkirchner und sein zwei Jahre älterer Bruder Julius, auch Gyula genannt, kamen an vier Spieltagen gemeinsam in der nach elf Spieltagen am 24. Dezember 1944 unterbrochenen Saison 1944/45 in der Nemzeti Bajnokság, der höchsten Spielklasse im ungarischen Fußball, für den unter wechselnden Namen bekannten Csepel SC zum Einsatz. Am Saisonende 1947/48 gewannen sie mit der Ungarische Meisterschaft ihren ersten Titel; für den Verein war es der dritte nach 1942 und 1943. Während Julius dem Verein noch bis ins Jahr 1952 angehörte, verließ Robert diesen bereits zwei Jahre zuvor.
Von 1950 bis 1953 war Robert Niederkirchner anschließend für den österreichischen Erstligisten SK Sturm Graz aktiv. Während seiner Vereinszugehörigkeit bestritt er 57 Punktspiele, in denen er 31 Tore erzielte. Sein Debüt in der Staatsliga A, der seinerzeit höchsten Spielklasse, krönte er am 27. August 1950 (1. Spieltag) beim 2:2-Unentschieden im Heimspiel gegen den SK Admira Wien, der 1951 mit dem Eisenbahnersportverein (ESV) Wien fusionierte und sich fortan ESV Admira Wien nannte, sogleich mit seinem ersten Tor, dem Treffer zum Endstand in der 77. Minute. Sein letztes Punktspiel bestritt Niederkirchner am 21. Juni 1953 (26. Spieltag) bei der 2:7-Niederlage im Heimspiel gegen den SC Wacker Wien und erzielte mit dem Treffer zum Endstand in der 85. Minute auch sein letztes Tor.
Nach Saarbrücken gelangt, kam Niederkirchner von 1953 bis 1957 für den ein Jahr zuvor aufgestiegenen Liganeuling SV Saar 05 Saarbrücken in der Oberliga Südwest, eine von fünf Staffeln der seinerzeit höchsten Spielklasse im deutschen Fußball, in 49 Punktspielen zum Einsatz und erzielte 13 Tore. Bis Saisonende 1955/56 spielte er gemeinsam mit seinem Bruder für den Verein, der diesen bereits 1952 angehörte. Zur besten Platzierung des Vereins in der bis 1962/63 andauernden Spielklassenzugehörigkeit, trug er am Saisonende 1953/54 mit acht Toren in 24 Punktspielen bei.

### Nationalmannschaft
Als einer von insgesamt 42 Spielern, darunter neun des SV Saar 05 Saarbrücken, die für die Saarländische A-Nationalmannschaft zum Einsatz kamen, bestritt Niederkirchner einzig das am 5. Juni 1954 im Saarbrücker Ludwigsparkstadion mit 1:7 verlorene Testspiel gegen den, sich für die Weltmeisterschaft vorbereitenden und amtierenden, Weltmeister aus Uruguay. Im Spiel, das zugleich in die höchste Niederlage in der saarländischen Länderspielgeschichte mündete, erzielte er den Ehrentreffer zum 1:5 in der 23. Minute.

## Erfolge
- Ungarischer Meister: 1947/48